# William Johnson Fox
William Johnson Fox, född 1786, död 1864, var en engelsk politiker.